# 春 (小说)
《春》，中国作家巴金的长篇小说，激流三部曲（《家》、《春》、《秋》）中的第二部。

## 大意
整本書的情節，主要是描寫了一個女孩，淑英，如何鼓起勇氣脫離傳統走出家門的故事。
淑英是高家三房的女兒，小說一開始，即是她將要被許配陳家做媳婦，對方是出了名的紈絝子弟，鎮日遊手好閒，品行不端。淑英自是百般不願，但父親之命即是鐵條，不可違逆，她也只能暗自傷悲。她的一個表姐，蕙，也是一樣將落入婚姻制度的牢籠，失去美好的年華。覺新的唯一的兒子因腦膜炎離開人世，使得他益加消沉。叔叔們猶如放蕩浪子，嫖妓娶妾又揮霍無度，並且和女僕有曖昧關係；妯娌之間勾心鬥角，時有勃谿，爭吵打鬧已是常態；大宅院呈現一種暮氣沉沉的感覺。
幸而每每琴的到來，像朝陽般光明了這些憂愁的青年男女。他們當中大部分的人，如覺新、淑英、蕙、劍雲、淑貞等都為自己的前途暗淡而幾乎放棄了希望。覺新受盡長輩的閒話，對於人生本不太抱有方向，而蕙的出現，使得他又燃起躍動的火苗，感情的另一種希冀。但再一次，蕙也成了傳統舊制度的犧牲者，覺新既無法挽回這條青春的葬禮，也沒能夠改變淑英的未來。在心灰意冷之下，幸而覺民和琴聯手策劃，幫助淑英脫離父權至上的牢籠，到上海和覺慧會合，而奔向自由的春天。